# Dörrenbach
Dörrenbach település Németországban, Rajna-vidék-Pfalz tartományban. Lakosainak száma 913 fő (2023. december 31.).

## Népesség
A település népességének változása:
| Lakosok száma | 1068 | 911  | 905  | 922  | 916  | 913  |
|               | 1975 | 2017 | 2019 | 2021 | 2022 | 2023 |